# Музична психологія
Музична психологія — наукова дисципліна, яка займається вивченням різних психологічних аспектів музичної мови і будови музичних творів, а також досліджує закономірності психологічного сприйняття музики і її впливу на різні структурні компоненти людської психіки.

## Наукова специфіка
Музична психологія є міждисциплінарною наукою, що відноситься одночасно і до області музикознавства, і до області прикладної психології. Тому до розробок в сфері музичної психології можуть бути, віднесені зокрема й різні профільні дослідження в області музичної акустики, психоакустики, нейропсихології сприйняття, психофізіології слуху та руху, естетики, культурології і т. д.
Основними напрямами наукових досліджень в галузі музичної психології є такі:
- Психологія музичних здібностей;
- Психологія музичного слуху;
- Психологія сприйняття музики;
- Психологія музичної творчості;
- Психологічні аспекти музичних явищ.

## Історія виникнення і розвитку
Як самостійна наукова дисципліна музична психологія почала оформлятися з середини 19-го століття. Основним поштовхом для цього послужили дослідження в галузі експериментальної психофізіології і безпосереднім чином пов'язана із зазначеними дослідженнями розробка наукової теорії музично-слухового сприйняття, яка в закінченому вигляді була сформульована в працях Германа Людвіга Фердинанда фон Гельмгольца.
Гельмгольц розробив резонансну теорію слуху, згідно з якою слухові відчуття виникають у людини завдяки резонуванню внутрішніх органів слуху у відповідь на зовнішні впливи. Ще однією новаторською ідеєю Гельмгольца стало положення про те, що одиничний звук являє собою свого роду акорд, звучання якого засновано на певних законах акустики. У своїй «теорії консонансу та дисонансу» багато важливих явищ з області психоакустики Гельмгольц пояснював виникненням биттям між частковими і комбінаційними тонами: найбільша кількість таких биття спостерігається в дисонуючих інтервалах (секундах, тритонах, септима), найменше — в консонуючих (октавах, квінта). Дослідження Гельмгольца торкались різних науково-практичних питань, пов'язаних з проблемами сприйняття, творчості, діагностики здібностей, методики музичного виховання, що дало потужний поштовх розвитку майже всіх напрямків музичної психології.
Багато ідей Гельмгольца були потім підхоплені, а його напрацювання творчо осмислені в працях В. Штумпфа, О. Абрахама, М. Маєра, Е. Маха. Зокрема, К. Штумпф заклав основи концепції «двох компонент висоти музичного звуку», згідно з якою, зі зміною одного фізичного параметра звуку — частоти його коливань — одночасно змінюються дві психологічні ознаки звуку — його тембр і висота.
В. Вундт збагатив музичну психологію використанням методологічного інструментарію експериментальної психофізіології. Г. Ревес ґрунтовним чином досліджував феномен музичної обдарованості.
Значний вплив на розвиток музичної психології мали представники гештальтпсихології. Важливим положенням гештальтпсихології, яка за прикладами часто зверталася до музики, було те, що ціле в сприйнятті не дорівнює сумі окремих відчуттів від звуків, тембрів, інтонацій, ритмів тощо. Представники гештальтпсихології (Е. Курт, А. Веллек, В. Келер) збагатили музичну науку уявленнями про цілісність образності, структурної організованості, константності.
Різні питання і проблеми, пов'язані, в першу чергу, з психологією музичного сприйняття і музичного слуху, були потім ґрунтовно розроблені також і в працях таких відомих радянських музикознавців та психологів як Б. В. Асаф'єв, С. Н. Бєляєва-Екземплярського, Б. М. Теплов, В. В. Медушевская, Е. В. Назайкінський, Т. С. Тарасов, Л. Л. Бочкарьова, Б. Л. Яворський, Ю. Н. Тюлін, Л. А. Мазель, М. В. Блінова, Е. А. Мальцева, Н. А. Гарбузов, А. А. Володин, Ю. Н. Рагс та інших.

## Основні області застосування
Музична психологія становить науковий і практичний інтерес в кількох аспектах:
- в педагогічному, який торкається питань виховання і навчання музикантів;
- у музикознавчому, який, в першу чергу, пов'язаний з проблемами відображення в музиці дійсності та демонстрації процесу становлення в музичному творі художнього сенсу;
- в соціолого-психологічному, який має відношення до різних закономірностей побутування музики в суспільній свідомості;
- у власне психологічному, який цікавить вчених з точки зору найзагальніших завдань вивчення психіки людини, її естетичних потреб і творчих проявів.

В суто музикознавчому плані область застосування музичної психології охоплює всі види музичної діяльності: створення музики, виконання музики, сприйняття музики, музично-теоретичний аналіз, музичне виховання.